# Championnat du monde féminin de handball 1962
Navigation
Yougoslavie 1957 Allemagne de l'Ouest 1965
Le championnat du monde féminin de handball 1962 est la deuxième édition du championnat du monde féminin de handball qui a lieu en Roumanie du 7 au 15 juillet 1962. Comme cinq ans plus tôt, cette édition est disputée à sept joueuses et en plein air, sur terre battue, en plein jour en deux mi-temps de vingt minutes. De plus, une première équipe non européenne, en l’occurrence le Japon, participe à la compétition. 
Les entraineurs roumains Niculae Nedeff et Constantine Popescu (en) permettent à l'équipe locale de remporter la compétition grâce à sa victoire en finale face à l'équipe danoise, 8 buts à 5. 

## Qualifications
Pour cette deuxième édition du championnat du monde, 20 équipes étaient engagées, mais après les qualifications, il n'en restait plus que sept en plus de la Tchécoslovaquie, première championne du monde, et la Roumanie, pays organisateur :
| Nombre | Moyen de qualification    | Qualifié(s)                                                                     |
| ------ | ------------------------- | ------------------------------------------------------------------------------- |
| 1      | Organisateur              | Roumanie                                                                        |
| 1      | Champion du monde 1957    | Tchécoslovaquie                                                                 |
| 6      | Qualification européennes | Allemagne de l'Ouest, Danemark, Hongrie, Pologne, Union soviétique, Yougoslavie |
| 1      | Asie                      | Japon                                                                           |
| 0      | Amériques                 | -                                                                               |
| 0      | Afrique                   | -                                                                               |

Parmi les matchs de qualifications, seule est connue la victoire de l'Allemagne de l'Ouest face à Allemagne de l'Est (2-4 puis 10-6).

## Tour préliminaire
Les deux premiers de chaque groupes disputent les places de 1 à 6, les autres les places de 7 à 9.

### Groupe A
|   | Équipe               | Pts | J | G | N | P | Bp | Bc | Diff |
| - | -------------------- | --- | - | - | - | - | -- | -- | ---- |
| 1 | Tchécoslovaquie      | 3   | 2 | 1 | 1 | 0 | 23 | 12 | 11   |
| 2 | Union soviétique     | 2   | 2 | 1 | 0 | 1 | 16 | 24 | -8   |
| 3 | Allemagne de l'Ouest | 1   | 2 | 0 | 1 | 1 | 15 | 18 | -3   |

| Équipe 1         | Score  | Équipe 2             |
| ---------------- | ------ | -------------------- |
| Union soviétique | 11 – 8 | Allemagne de l'Ouest |
| Tchécoslovaquie  | 7 – 7  | Allemagne de l'Ouest |
| Tchécoslovaquie  | 16 – 5 | Union soviétique     |

### Groupe B
|   | Équipe   | Pts | J | G | N | P | Bp | Bc | Diff |
| - | -------- | --- | - | - | - | - | -- | -- | ---- |
| 1 | Danemark | 4   | 2 | 2 | 0 | 0 | 20 | 11 | 9    |
| 2 | Hongrie  | 2   | 2 | 1 | 0 | 1 | 21 | 16 | 5    |
| 3 | Japon    | 0   | 2 | 0 | 0 | 2 | 15 | 29 | -14  |

| Équipe 1 | Score  | Équipe 2 |
| -------- | ------ | -------- |
| Hongrie  | 17 – 8 | Japon    |
| Danemark | 8 – 4  | Hongrie  |
| Danemark | 12 – 7 | Japon    |

### Groupe C
|   | Équipe      | Pts | J | G | N | P | Bp | Bc | Diff |
| - | ----------- | --- | - | - | - | - | -- | -- | ---- |
| 1 | Roumanie    | 3   | 2 | 1 | 1 | 0 | 12 | 7  | 5    |
| 2 | Yougoslavie | 3   | 2 | 1 | 1 | 0 | 8  | 5  | 3    |
| 3 | Pologne     | 0   | 2 | 0 | 0 | 2 | 6  | 14 | -8   |

| Équipe 1    | Score | Équipe 2    |
| ----------- | ----- | ----------- |
| Roumanie    | 9 – 4 | Pologne     |
| Yougoslavie | 5 – 2 | Pologne     |
| Roumanie    | 3 – 3 | Yougoslavie |

## Tour principal

### Groupe de classement 7 à 9
|   | Équipe               | Pts | J | G | N | P | Bp | Bc | Diff |
| - | -------------------- | --- | - | - | - | - | -- | -- | ---- |
| 7 | Pologne              | 4   | 2 | 2 | 0 | 0 | 21 | 14 | 7    |
| 8 | Allemagne de l'Ouest | 2   | 2 | 1 | 0 | 1 | 19 | 11 | 8    |
| 9 | Japon                | 0   | 2 | 0 | 0 | 2 | 16 | 31 | -15  |

| Équipe 1             | Score   | Équipe 2             |
| -------------------- | ------- | -------------------- |
| Pologne              | 16 – 10 | Japon                |
| Allemagne de l'Ouest | 15 – 6  | Japon                |
| Pologne              | 5 – 4   | Allemagne de l'Ouest |

### Groupe I
|   | Équipe          | Pts | J | G | N | P | Bp | Bc | Diff |
| - | --------------- | --- | - | - | - | - | -- | -- | ---- |
| 1 | Roumanie        | 4   | 2 | 2 | 0 | 0 | 16 | 10 | 6    |
| 2 | Tchécoslovaquie | 2   | 2 | 1 | 0 | 1 | 9  | 12 | -3   |
| 3 | Hongrie         | 0   | 2 | 0 | 0 | 2 | 12 | 15 | -3   |

| Équipe 1        | Score | Équipe 2        |
| --------------- | ----- | --------------- |
| Roumanie        | 9 – 7 | Hongrie         |
| Tchécoslovaquie | 6 – 5 | Hongrie         |
| Roumanie        | 7 – 3 | Tchécoslovaquie |

### Groupe II
|   | Équipe           | Pts | J | G | N | P | Bp | Bc | Diff |
| - | ---------------- | --- | - | - | - | - | -- | -- | ---- |
| 1 | Danemark         | 4   | 2 | 2 | 0 | 0 | 17 | 9  | 8    |
| 2 | Yougoslavie      | 2   | 2 | 1 | 0 | 1 | 15 | 12 | 3    |
| 3 | Union soviétique | 0   | 2 | 0 | 0 | 2 | 9  | 20 | -11  |

| Équipe 1    | Score  | Équipe 2         |
| ----------- | ------ | ---------------- |
| Yougoslavie | 10 – 5 | Union soviétique |
| Danemark    | 10 – 4 | Union soviétique |
| Danemark    | 7 – 5  | Yougoslavie      |

## Match de classement et finales
Ces matchs opposent les équipes placées au même rang lors du tour principal et se sont déroulés les 14 et 15 juillet 1962 à Bucarest :
| Match                  | Équipe 1        | Score         | Équipe 2         |
| ---------------------- | --------------- | ------------- | ---------------- |
| Finale                 | Roumanie        | 8 – 5 (5-2)   | Danemark         |
| Match pour la 3e place | Tchécoslovaquie | 6 – 5 (5-2)   | Yougoslavie      |
| Match pour la 5e place | Hongrie         | 12 – 10 (7-5) | Union soviétique |

## Classement final
|                           | Équipe               | Pts | J | G | N | P | Bp | Bc | Diff |
| ------------------------- | -------------------- | --- | - | - | - | - | -- | -- | ---- |
| Médaille d'or, monde      | Roumanie             | -   | 5 | 4 | 1 | 0 | 36 | 22 | 14   |
| Médaille d'argent, monde  | Danemark             | -   | 5 | 4 | 0 | 1 | 42 | 27 | 15   |
| Médaille de bronze, monde | Tchécoslovaquie      | -   | 5 | 3 | 1 | 1 | 38 | 29 | 9    |
| 4e                        | Yougoslavie          | -   | 5 | 2 | 1 | 2 | 27 | 23 | 4    |
| 5e                        | Hongrie              | -   | 5 | 2 | 0 | 3 | 45 | 41 | 4    |
| 6e                        | Union soviétique     | -   | 5 | 1 | 0 | 4 | 35 | 56 | -21  |
| 7e                        | Pologne              | -   | 4 | 2 | 0 | 2 | 27 | 28 | -1   |
| 8e                        | Allemagne de l'Ouest | -   | 4 | 1 | 1 | 2 | 34 | 29 | 5    |
| 9e                        | Japon                | -   | 4 | 0 | 0 | 4 | 31 | 60 | -29  |

## Statistiques individuelles
| Rang | Joueuse                  | Équipe           | Buts |
| ---- | ------------------------ | ---------------- | ---- |
| 1    | Marie Matějů             | Tchécoslovaquie  | 14   |
|      | Anna Stark-Stănișel (en) | Roumanie         | 14   |
| 3    | Karolyne Hajek           | Hongrie          | 13   |
| 4    | Valentina Bobrova        | Union soviétique | 11   |
|      | Nishimura                | Japon            | 11   |
| 6    | Kirsten Nilsson          | Danemark         | 10   |
|      | Jana Vrbová              | Tchécoslovaquie  | 10   |
| 8    | Anne-Marie Nielsen       | Danemark         | 9    |
| 9    | Korolevskaïa             | Union soviétique | 8    |
|      | Juta Michalska (pl)      | Pologne          | 8    |
|      | Józsefné Romhányi (hu)   | Hongrie          | 8    |

## Effectif des équipes sur le podium

### Champion du monde:Roumanie
L'effectif de la Roumanie était :
1. Irina Klimovschi (en) (Nagy), gardienne de but, 25 ans, Université de Bucarest,
2. Victorița Dumitrescu (en), demi-centre, 27 ans, Progresul Bucarest,
3. Aurelia Szőke-Tudor (en), demi-centre, 26 ans, Université de Bucarest,
4. Ana Starck-Stănișel (en), ?, 27 ans, Rapid Bucarest,
5. Martina Constantinescu-Scheip, ailière droite, 28 ans, Rapid Bucarest,
6. Aurora Leonte-Niculescu, , 21 ans, Université de Bucarest,
7. Antoaneta Oțelea-Vasile, pivot, 19 ans, Progresul Bucarest,
8. Iosefina Ștefănescu-Ugron , demi-centre, 30 ans, Université de Bucarest,
9. Liliana Borcea, gardienne de but, 28 ans, Progresul Bucarest,
10. Iuliana Naco, ailière gauche, 26 ans, Progresul Braşov,
11. Elena Hedeșiu, pivot, 24 ans, Confecţia Bucarest,
12. Constanța Dumitrașcu, ?, 25 ans, Confecţia Bucarest,
13. Ana Nemetz, demi-centre, 18 ans, Liceul 4 Timişoara,
14. Felicia Bâtlan (Gheorghiță), ?, 18 ans, Banatul Timişoara,
15. Edeltraut Zauer (Frantz), pivot, 21 ans, Banatul Timişoara,
16. Cornelia Constantinescu, pivot, 30 ans, Ştiinţa Bucarest.

Entraineur :  Constantin Popescu et Niculae Nedeff
A noter que Irina Klimovschi (en) (Nagy), Victorița Dumitrescu (en), Aurelia Szőke-Tudor (en), Ana Starck-Stănișel (en), Martina Constantinescu-Scheip et Iosefina Ștefănescu-Ugron avaient déjà remporté les Championnats du monde de handball à onze en 1956 et 1960.

### Vice-champion du monde:Danemark
- Agnes Østergaard
- Anna Hansen
- Anne-Marie Nielsen
- Birgitte Cramer
- Else Birkmose
- Frida Jensen
- Hanne Ladefoged
- Helga Hansen
- Henny Marstrand Nielsen
- Inga Birch Jensen
- Ingelise Birkekjær
- Jytte Skøtt Mikkelsen
- Kirsten Nilsson
- Lise Kock
- Toni Røseler

Entraineur : Jørgen Absalonsen

### Troisième place:Tchécoslovaquie
- Božena Adámková
- Bohdana Beranová
- Martina Broulíková
- Magda Havelková
- Jana Housková
- Květa Janečková
- Stanislava Kernerová
- Anna Kosiková
- Stanislava Kučerová
- Marie Matějů
- Blažena Matulová
- Anna Risová
- Marie Topičová
- Milena Vecková
- Jana Vrbová

Entraineur : ?